# Кристиол

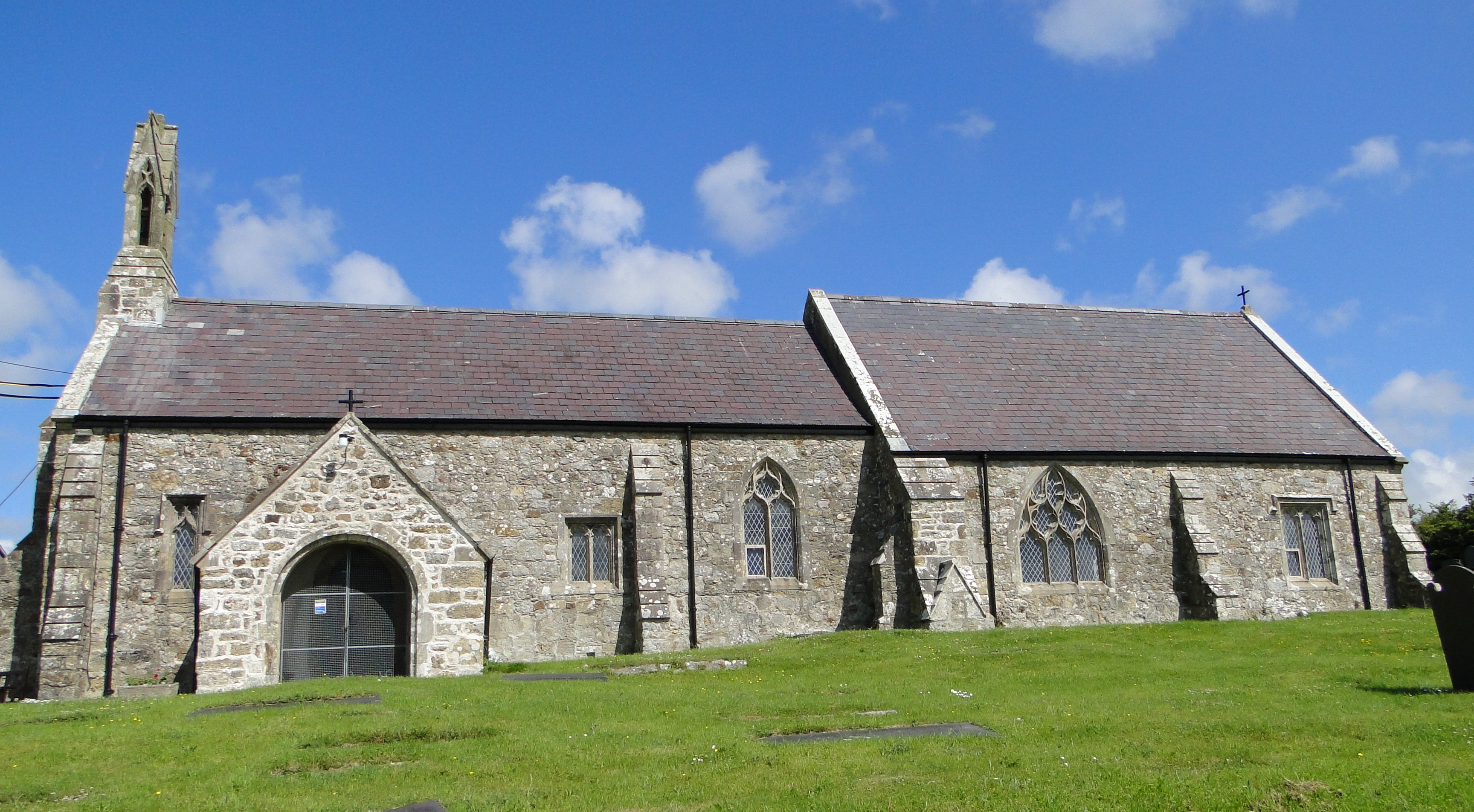
Южная сторона храма св. Кристиола, с нефом слева и алтарём справа

Кристиол (VII век) — валлийский святой. День памяти — 3 ноября.
Святой Кристиол (Cristiolus of Wales) был братом святого Сулиана. Им были основаны церкви
в Пембрукшире и на острове Англси. Известен храм св.Кристиола, Ллангристиол (St Cristiolus’s Church) в селении Ллангристиол (Llangristiolus), Англси.